# Russell A. Gausman
Russell A. Gausman (* 4. Juli 1892 in St. Louis, Missouri; † 20. Mai 1963 in Los Angeles, Kalifornien) war ein mit zwei Oscars ausgezeichneter US-amerikanischer Filmarchitekt.

## Leben
Gausman begann seine Karriere 1931, als er eine Anstellung bei Universal Studios erhielt. Bis zu seinem Ruhestand 1960 arbeitete er 29 Jahre lang ausschließlich für Universal. Sein erster Film war der Horrorfilmklassiker Dracula mit Bela Lugosi in der Titelrolle. Zunächst arbeitete er ohne Namensnennung im Abspann. Erst gegen Ende der 1930er Jahre nahm seine Karriere Fahrt auf, und Gausman war an einem Großteil der von Universal produzierten Horrorfilmen rund um Frankenstein, die Mumie und den Unsichtbaren beteiligt. Zudem verantwortete er zwischen 1942 und 1946 das Szenenbild von zwölf Filmen aus der Sherlock-Holmes-Filmreihe mit Basil Rathbone und Nigel Bruce in den Hauptrollen.
Seit 1942 war er bereits drei Mal für den Oscar nominiert worden, seinen ersten Oscar erhielt Gausmann 1944 für Phantom der Oper. Nachdem er unter anderem 1950 am James-Stewart-Filmklassiker Mein Freund Harvey mitgewirkt hatte, arbeitete er während der 1950er Jahre wiederholt mit Regisseur Jack Arnold zusammen, darunter dessen B-Movie-Genreklassiker Gefahr aus dem Weltall und Tarantula. Ein weiterer Filmklassiker, an dem er mitwirkte, war Orson Welles Film noir Im Zeichen des Bösen. Gegen Ende seiner Karriere arbeitete er an den Filmkomödien Bettgeflüster und Unternehmen Petticoat. Zu seinen letzten Filmen zählte der Stanley Kubricks Monumentalfilm Spartacus, für den er im darauf folgenden Jahr mit seinem zweiten Oscar ausgezeichnet wurde. Nur wenige Jahre nach seinem Ruhestand verstarb er 1963.

## Filmografie (Auswahl)
- 1930: Ein Mann für sie (Her Man)
- 1931: Dracula
- 1939: Der große Bluff (Destry Rides Again)
- 1939: Der Henker von London (Tower of London)
- 1939: Frankensteins Sohn (Son of Frankenstein)
- 1940: Das Haus der sieben Sünden (Seven Sinners)
- 1940: Der Unsichtbare kehrt zurück (The Invisible Man Returns)
- 1940: Die unsichtbare Frau (The Invisible Woman)
- 1941: Die Abenteurerin (The Flame of New Orleans)
- 1941: This Woman Is Mine
- 1941: Die ewige Eva (It Started with Eve)
- 1941: Der Wolfsmensch (The Wolf Man)
- 1941: In der Hölle ist der Teufel los! (Hellzapoppin')
- 1942: Frankenstein kehrt wieder (The Ghost of Frankenstein)
- 1943: Phantom der Oper (Phantom of the Opera)
- 1945: Die Liebe unseres Lebens (This Love of Ours)
- 1944: The Merry Monahans
- 1944: The Climax
- 1944: Frankensteins Haus (House of Frankenstein)
- 1945: Die Herberge zum Roten Pferd (Frontier Gal)
- 1946: Ich sing’ mich in dein Herz hinein (Because of Him)
- 1946: Die Ausreißerin (The Runaround)
- 1946: Zwei Sprengstoffverkäufer (Little Giant)
- 1947: Singapur (Singapore)
- 1947: Michigan Kid
- 1947: Lied des Orients (Song of Scheherazade)
- 1947: Zwei trübe Tassen – vom Militär entlassen (Buck Privates Come Home)
- 1947: Die Wildwest-Witwe (The Wistful Widow of Wagon Gap)
- 1947: Der Verbannte (The Exile)
- 1947: Zelle R 17 (Brute Force)
- 1947: Die Piraten von Monterey (Pirates of Monterey)
- 1947: Der Senator war indiskret (The Senator Was Indiscreet)
- 1947: Das Netz (The Web)
- 1947: Die falsche Sklavin (Slave Girl)
- 1948: Stadt ohne Maske (The Naked City)
- 1948: Tal der Leidenschaften (Tap Roots)
- 1948: Aus dem Dunkel des Waldes (Another Part of the Forest)
- 1948: Im Lande der Kakteen (Mexican Hayride)
- 1948: Die schwarze Maske (Black Bart)
- 1948: Qualen der Liebe (A Woman’s Vegenance)
- 1948: Betrug (Larceny)
- 1948: Rivalen am reißenden Strom (River Lady)
- 1948: Startbahn ins Glück (You Gotta Stay Happy)
- 1948: Der Mann ohne Gesicht (Rogues’ Regiment)
- 1948: Fünf auf Hochzeitsreise (Family Honeymoon)
- 1949: Schwert in der Wüste (Sword in the Desert)
- 1949: Die schwarzen Teufel von Bagdad (Bagdad)
- 1949: Kokain (Johnny Stool Pigeon)
- 1949: Rebellen der Steppe (Calamity Jane and Sam Bass)
- 1949: Auf Leben und Tod (The Fighting O'Flynn)
- 1949: Die Geschichte der Molly X (The Story of Molly X)
- 1949: Tödlicher Sog (Undertow)
- 1949: Die rote Schlucht (Red Canyon)
- 1949: Spielfieber (The Lady Gambles)
- 1949: Die Brut des Satans (City Across the River)
- 1949: Liebe auch ohne Patent (Free for All)
- 1949: Abandoned
- 1950: Abbott und Costello als Legionäre (Abbott and Costello in the Foreign Legion)
- 1950: Dein Leben in meiner Hand (Woman in Hiding)
- 1950: Mein Freund Harvey (Harvey)
- 1950: Revolverlady (Frenchie)
- 1950: I Was a Shoplifter
- 1950: Francis, ein Esel – Herr General (Francis)
- 1950: Winchester ’73
- 1950: Abgeschoben (Deported)
- 1950: Ins Leben entlassen (Outside the Wall)
- 1950: Sierra
- 1950: Verliebt, verlobt, verheiratet (Peggy)
- 1950: Ohne Skrupel (Shakedown)
- 1950: Gefährliche Mission (Wyoming Mail)
- 1950: Ärger in Cactus Creek (Curtain Call in Cactus Creek)
- 1950: Geheimpolizist Christine Miller (Undercover Girl)
- 1950: Der Wüstenfalke (The Desert Hawk)
- 1950: Südsee-Vagabunden (South Sea Sinner)
- 1950: Ohne Gesetz (Saddle Tramp)
- 1950: Reiter ohne Gnade (Kansas Raiders)
- 1950: Verfemt (The Kid from Texas)
- 1951: Tomahawk – Aufstand der Sioux (Tomahawk)
- 1951: Trommeln des Todes (Apache Drums)
- 1951: Schwester Maria Bonaventura (Thunder on the Hill)
- 1951: Ausgezählt (Iron Man)
- 1951: Dschingis Khan – Die goldene Horde (The Golden Horde)
- 1951: Mord in Hollywood (Hollywood Story)
- 1951: Die Höhle der Gesetzlosen (Cave of Outlaws)
- 1951: Die Diebe von Marschan (The Prince Who Was a Thief)
- 1951: Ein Wochenende mit Papa (Week-End with Father)
- 1951: Die Flamme von Arabien (Flame of Araby)
- 1951: Das Zeichen des Verräters (Mark of the Renegade)
- 1951: Spielschulden (The Lady Pays Off)
- 1951: Piraten von Macao (Smuggler‘s Island)
- 1952: Zu allem entschlossen (Meet Danny Wilson)
- 1952: Sein großer Kampf (Flesh and Fury)
- 1952: Unternehmen Rote Teufel (Red Ball Express)
- 1952: Der Sohn von Ali Baba (Son of Ali Baba)
- 1952: Flucht vor dem Tode (The Cimarron Kid)
- 1952: Schüsse in New Mexico (The Duel at Silver Creek)
- 1952: Bronco Buster
- 1952: Gier nach Gold (The Raiders)
- 1952: Unter falscher Flagge (Yankee Buccaneer)
- 1952: Der Schatz im Canyon (The Treasure of Lost Canyon)
- 1952: Der rote Engel (Scarlet Angel)
- 1952: Aus Liebe zu Dir (Because of You)
- 1953: Der große Aufstand (The Great Sioux Uprising)
- 1953: Gefahr aus dem Weltall (It Came from Outer Space)
- 1953: Auf verlorenem Posten (The Lone Hand)
- 1953: Der Prinz von Bagdad (The Veils of Bagdad)
- 1953: Feuerkopf von Wyoming (The Redhead from Wyoming)
- 1953: Abbott und Costello gegen Dr. Jekyll und Mr. Hyde (Abbott and Costello Meet Dr. Jekyll and Mr. Hyde)
- 1953: Seminola (Seminole)
- 1953: Der Mann vom Alamo (The Man from Alamo)
- 1953: Die Todesbucht von Louisiana (Thunder Bay)
- 1954: Der Schrecken vom Amazonas (Creature from the Black Lagoon)
- 1954: Die wunderbare Macht (Magnificent Obsession)
- 1954: Attila, der Hunnenkönig (Sign of the Pagan)
- 1955: Metaluna IV antwortet nicht (This Island Earth)
- 1955: Tarantula
- 1955: Was der Himmel erlaubt (All That Heaven Allows)
- 1957: Der Mann mit den 1000 Gesichtern (Man of a Thousand Faces)
- 1957: Die unglaubliche Geschichte des Mister C. (The Incredible Shrinking Man)
- 1957: Der Engel mit den blutigen Flügeln (Battle Hymn)
- 1958: Im Zeichen des Bösen (Touch of Evil)
- 1959: Bettgeflüster (Pillow Talk)
- 1959: Solange es Menschen gibt (Imitation of Life)
- 1959: Unternehmen Petticoat (Operation Petticoat)
- 1960: Spartacus

## Auszeichnungen
- 1942: Oscar-Nominierung für Die Abenteurerin
- 1943: Oscar-Nominierungen für Die Freibeuterin und Arabische Nächte
- 1944: Oscar für Phantom der Oper
- 1945: Oscar-Nominierung für The Climax
- 1960: Oscar-Nominierung für Bettgeflüster
- 1961: Oscar für Spartacus